# Antonio Sebastian Di Pietro
Antonio Sebastian Di Pietro (Santiago del Estero, 2 de abril de 1984) es un futbolista argentino. Juega en la posición de delantero de punta por todo el frente de ataque y su actual equipo es el Granada CF de la liga de España.

## Características
Jugador ambidiestro, con buen manejo de balón.
Se mueve por todo el frente de ataque aunque su especialidad es el centro de la delantera.
Excelente técnica y muy buen golpeo a la pelota.
Goleador desde las categorías juveniles

## Clubes
| Club                         | País                       | Año       |
| ---------------------------- | -------------------------- | --------- |
| Central Córdoba              | Argentina                  | 2000–2001 |
| Comercio Central Unidos      | Argentina                  | 2001–2002 |
| Chacarita                    | Argentina                  | 2002–2003 |
| Ben Hur                      | Argentina                  | 2003–2004 |
| Germinal de Rawson           | Argentina                  | 2003–2004 |
| Benevento                    | Italia Serie C             | 2004–2005 |
| Pescara                      | Italia Serie B             | 2005–2006 |
| Naval 1.º de Mayo            | Portugal 1º Div. SuperLiga | 2005–2006 |
| Granada CF                   | España 2º División         | 2006–2007 |
| A.C. Aquanera                | Italia                     | 2009–2010 |
| Club Atlético Unión Santiago | Argentina                  | 2014–2015 |

- Datos: Q5699851